# Шентюнгерт
Шентюнгерт (на словенски: Šentjungert) е село в Словения, Савински регион, община Целе. Според Националната статистическа служба на Република Словения през 2015 г. селото има 146 жители.